# Précipice (film)
Pour plus de détails, voir Fiche technique et Distribution.
Précipice (Обрыв, Obryv) est un film soviétique réalisé par Vladimir Venguerov, sorti en 1983,.
Le film adapte le roman homonyme d'Ivan Gontcharov.

## Fiche technique
- Titre français : Précipice[4]
- Titre original : Обрыв, Obryv
- Réalisation : Vladimir Venguerov
- Scénario : Vladimir Venguerov, Ivan Gontcharov
- Photographie : Anatoli Zabolotski
- Musique : Isaak Chvarts
- Décors : Marina Azizian
- Montage : Tamara Gouseva
- Pays de production :  Union soviétique
- Langue de tournage : russe
- Format : Couleur - Son mono - 35 mm
- Genre : Drame
- Durée : 143 minutes
- Date de sortie :
  - Union soviétique : janvier 1984
  - Finlande : 18 janvier 1985